# Художественный музей Милуоки
Художественный музей Милуоки (англ. Milwaukee Art Museum; сокр. MAM) — музей в Милуоки, США, с коллекцией из более чем 30000 произведений искусства.

## История

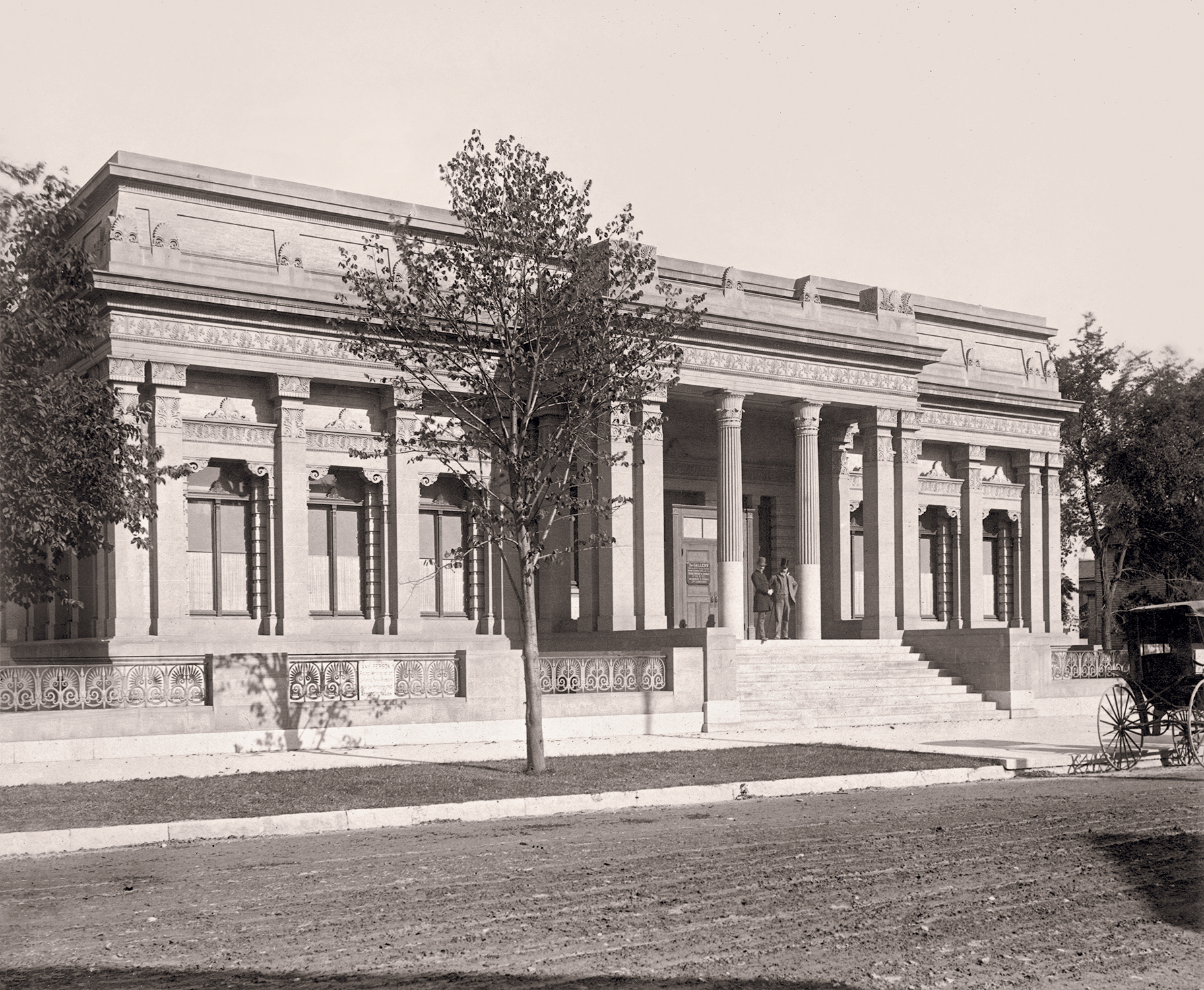
Здание Layton Art Gallery, 1888. Было снесено в 1957 году.

В 1872 году несколько организаций города решили создать галерею искусств в Милуоки, так как город рос и в нём не было объекта для проведения крупных художественных выставок. На протяжении нескольких лет их попытки ни к чему не приводили, пока житель Милуоки Александр Митчелл не пожертвовал в 1882 году городу свою коллекцию, положившую начало постоянной художественной галереи в истории города.
В 1888 году в Милуоки местными бизнесменами была создана ассоциация Milwaukee Art Association. В этом же году англо-американский бизнесмен Фредерик Лейтон создал галерею Layton Art Gallery, ныне не существующую. В 1911 году Milwaukee Art Institute создал еще одно здание для проведения выставок и хранения коллекций, которое находилось недалеко от галереи Лейтона. Затем, в 1957 году, был организован Milwaukee Art Center (ныне Художественный музей Милуоки), образовавшийся при объединении коллекций Milwaukee Art Institute и Layton Art Gallery и переехавший в новое здание, спроектированное и построенное финским архитектором Ээро Саариненом. Современное здание художественного музей было спроектировано испано-швейцарским архитектором Сантьяго Калатрава.

## Деятельность
В настоящее время на площади в 341000 квадратных футов (31700 м²) музейный комплекс включает в себя: War Memorial Center (1957)Kahler Building (1975) и Quadracci Pavilion (2001). Павильон Quadracci Pavilion в 2004 году получил награду Outstanding Structure Award от ассоциации International Association for Bridge and Structural Engineering за уникальную архитектуру. Музейная коллекция размещается на четырех этажах и включает произведения искусства от античности до наших дней.
Интересно, что в музее проводились и другие мероприятия:
- в 2010 году проходил кастинг 10-го сезона American Idol;
- в 2011 году Quadracci Pavilion использовался для съёмок фантастического боевика «Трансформеры 3: Тёмная сторона Луны»; в том же году состоялась премьера видео-игры Forza Motorsport 4.